# Tvillingeforskning
Tvillingeforskning er en metode anvendt til, at estimere betydningen af miljømæssige og genetiske påvirkninger. Tvillinger er en værdifuld kilde til observation, fordi de tillader studiet af varierende familiers miljøer (på tværs par) og vidt forskellig genetiske sammensætning: Enæggede (monozygote) tvillinger deler næsten 100% af deres gener, hvilket betyder, at de fleste forskelle mellem tvillinger (såsom højde, intelligens, depression, etc.) skyldes oplevelser, den ene tvilling har, men ikke den anden tvilling. Tveæggede (Dizygote) tvillinger deler kun omkring 50% af deres gener. Tvillinger deler mange aspekter af deres omgivelser (f.eks. livmodermiljø, forældrestil, uddannelse, rigdom, kultur, samfund) i kraft af at være født på samme tid og sted. Tilstedeværelsen af en given genetiske træk i kun ét medlem af et par enæggede tvillinger (kaldet uoverensstemmelse) giver et kraftfuldt vindue ind i miljøeffekter. Tvillingeforskning er en del af metoderne brugt i adfærdsmæssig genetik, hvilket inkluderer data som er genetisk informativ - såsom søskende, adoptivbørn, stamtavle data osv. 
Det klassiske forsøg med tvillinger sammenligner ligheden mellem enæggede og tveæggede tvillinger. Hvis enæggede tvillinger er betydeligt mere ens end tveæggede tvillinger (som er fundet for de fleste træk), implicerer dette, at gener spiller en vigtig rolle i disse træk. Ved at sammenligne mange hundrede familier af tvillinger, kan forskerne derefter forstå mere om roller genetiske virkninger, fælles miljø og unikke miljø i at forme adfærd.
Moderne tvillingeforskning har vist, at næsten alle egenskaber er delvist påvirket af genetiske forskelle, med nogle egenskaber, der udviser en stærk indflydelse (f.eks. højde), andre et mellemliggende niveau (f.eks. intelligenskvotient) og nogle mere komplekse arveligheder, med dokumentation for forskellige gener, der påvirker forskellige aspekter af træk - som er tilfældet for autisme.

## Historie
Tvillinger har været af interesse for forskere siden civilisations begyndelse, herunder den tidlige læge Hippokrates (5. århundrede f.v.t.), der henførte lignende sygdomme i tvillinger til fælles materielle forhold, og den stoiske filosof Posidonius (1. århundrede f.v.t.), som henførte disse ligheder til fælles astrologiske omstændigheder. Nyere undersøgelse fra Sir Francis Galton var banebrydende indenfor brugen af tvillinger til at studere den rolle, gener og miljø spiller på menneskelig udvikling og adfærd. Galton var imidlertid uvidende om forskellen mellem enæggede og tveæggede tvillinger på et genetisk niveau.
Denne faktor var stadig ikke forstået, da den første undersøgelse med psykologiske tests blev udført af Edward Thorndike (1905) ved hjælp af halvtreds par tvillinger. Denne undersøgelse var en tidlig undersøgelse af den hypotese, at familieeffekter reduceres med alderen. Hans undersøgelse sammenlignede tvillingepar fra alderen 9-10 og 13-14 til normale søskende født indenfor et par år fra hinanden.
Thorndike konkluderede fejlagtigt, at hans data understøttede, at der var én, og ikke to, typer af tvillinger. Denne fejl blev gentaget af Ronald Fisher (1919), som argumenterede:
| Citat | Overvægten af tvillinger af samme køn, bliver faktisk et nyt problem, fordi det tidligere er blevet ment at være på grund af proportionen af identiske tvillinger. Så vidt jeg ved, er der imidlertid blevet gjort forsøg på at vise, at tvillinger er tilstrækkeligt ens til at blive betragtet som identiske virkelig eksisterer i tilstrækkeligt antal til, at forklare den andel af tvillinger af samme køn. | Citat |
|       | |       |

En tidlig, og måske første undersøgelse, som forstod forskellen, er fra den tyske genetiker Hermann Werner Siemens i 1924.

## Metode
Effekten af tvillingeforskning skyldes, at tvillinger kan være enten monozygote: udvikling fra en enkelt befrugtet æg, og derfor deler alle deres allels – eller dizygote, udvikling fra to befrugtede æg, og derfor deler i gennemsnit 50% af deres Polymorfismistiske allel, det samme niveau af genetisk lighed som fundet i ikke-tvillingesøskende. Disse kendte forskelle i genetisk lighed kombineret med den testbare antagelse af lige miljøer for identiske og tveæggede tvillinger, skaber grundlag for tvillingeforskningens opbygning til. at udforske virkningerne af genetiske og miljømæssige påvirkninger.
Den grundlæggende logik bag tvillingeforskning kan forstås med meget lidt matematik ud over forståelse af korrelation og konceptet varians. Ligesom al anden adfærdsgenetisk forskning, begynder den klassiske tvillingeforskning ved, at vurdere variansen af en adfærd (kaldet en fænotype af genetikere) i en stor gruppe, og forsøg på at vurdere, hvor meget af dette skyldes:
- Genetiske virkninger (arvelighed);
- Fælles miljø - hændelser der sker på begge tvillinger, der berører dem på samme måde;
- Udelt eller enestående miljø - hændelser som opstår på den ene tvilling, men ikke den anden, eller begivenheder, som påvirker en tvilling på en anden måde.

På engelsk er disse tre komponenter typisk forkortet til "ACE", Hvor bogstaverne respektive står for A (additive genetics) C (common environment) og E (unique environment); dermed akronymet "ACE". Det er også muligt at undersøge ikke-additive genetiske virkninger (ofte betegnet D (dominance)).
Monozygote (identiske - MZ) tvillinger opvokset i en familie deler begge 100% af deres gener, og hele det delte miljø. Enhver forskel mellem dem under disse omstændigheder er tilfældige (unikke). Korrelationen mellem enæggede tvillinger giver et skøn af A + C. Dizygote (DZ) tvillinger deler også C, men deler i gennemsnit 50% af deres gener: så sammenhængen mellem tveæggede tvillinger er en direkte estimat af ½A+C. Hvis r er i korrelation, er sp rmz og rdz korrelationerne af træk i identiske og tveæggede tvillinger henholdsvis. For en bestemt egenskab, så:
rmz = A + C
rdz = ½A + C
A er derfor det dobbelte af forskellen mellem identiske og tveæggede tvillingers korrelationer: den additive genetiske effekt. C er MZs korrelation minus skønnet af A. Den tilfældige (unikke) faktor E er 1 − rmz. MZ tvillinger er kun forskellige på grund af unikke miljøer. 
Som nævnt giver forskellen mellem disse to summe os mulighed for at løse  A ,  C , og  E . Da forskellen mellem de identiske og tveæggede sammenhænge skyldes udelukkende en halvering af den genetiske lighed, er den additive genetiske effekt 'A' simpelthen det dobbelte af forskellen mellem de identiske og tveæggede sammenhænge:
A = 2 (rmz − rdz)
Da den samme korrelation afspejler den fulde effekt af A og C, kan E estimeres ved at trække denne sammenhæng fra 1
E = 1 − rmz
Sidst kan C udledes:
C = rmz − A